# しまねっと845
『しまねっと845』（しまねっと はちよんご）は、NHK松江放送局にて祝日を除く月曜日から金曜日の20:45から21:00に島根県内で放送しているしまねっとシリーズ、並びに『NHKニュース』の報道番組。尚、月曜日から金曜日が祝日に当たる日及び年末年始は、20:55から5分間（また4月下旬から5月上旬の大型連休期間、8月中旬のお盆期間並びに12月下旬から1月上旬の年末年始の平日などは20:45から15分間の場合あり）はNHK広島放送局から中国地方ローカルのニュースを放送する（12月31日を除く）。

## キャスター
- 原則としてNHK松江放送局アナウンサーのシフト勤務。